# COMPLEX (音楽ユニット)
COMPLEX（コンプレックス）は、シンガーソングライターの吉川晃司と元BOØWYのギタリスト布袋寅泰の2人により結成された日本のロック・ユニット。通常は別々の活動をしているアーティスト同士が結成したグループであるため、スーパーグループにも位置づけされる。
発表した楽曲の権利関係は、全曲布袋の所属事務所の出版社「アイアールシートゥコーポレーション トイボックス・ゼロ」が管理している。

## メンバー
| 名前                         | 生年月日              | 担当                                             |
| ---------------------------- | --------------------- | ------------------------------------------------ |
| 吉川晃司 （きっかわ こうじ） | 1965年8月18日（59歳） | ボーカル 作詞 作曲 ギター                        |
| 布袋寅泰 （ほてい ともやす） | 1962年2月1日（63歳）  | ギター 作曲 編曲 コーラス 作詞 ベース キーボード |

## 来歴

### 結成
2人は、布袋の所属していたバンドであるBOØWYの『JUST A HERO』に吉川が参加、また吉川の『MODERN TIME』『A-LA-BA・LA-M-BA』『GLAMOROUS JUMP』にギタリストとして布袋が参加したほか、一時期同じマンションに居住しており、夕飯のおかずを持ち寄ったり、プライベートでハワイ旅行へも行くなど、結成以前から公私に渡る交流があった。当時、渡辺プロから独立したての吉川と、BOØWY解散後の布袋の、酒の席での一緒にやろうかと言う話から、双方の事務所も乗り気となり結成へと至る。
吉川サイドはアイドルからの脱却とソロアーティストとしてのキャリアしかなくソングライターとしてはまだ未熟であったと同時に、ロックバンドという活動形態に魅力を感じ、それを通して「自分のコンプレックスそのものである洋楽に匹敵するスケールの大きい音楽」を採算度外視で作るため、布袋サイドはソロアルバムに対し、一部のBOØWYファンからの布袋のボーカルへの否定的な声や、ギタリストとしてギターインストの作品を求める声が挙がり、布袋本人もギタリスト、プロデューサーとして、未熟なボーカリストの自身を認められずにいたため、双方の事務所はこのユニットの企画を積極的に進めていった。
1988年12月10日にCOMPLEX結成を公表。翌1989年4月8日にシングル『BE MY BABY』でデビュー。活動時に発売された作品はすべてオリコンチャートで1位を獲得した。

### 活動休止
結成から2年後の1990年11月8日、この日開催の東京ドーム公演『ROMANTIC EXTRA』をもって無期限の活動休止となった。
休止の理由については、「ビジネス面は一切眼中になく、本能のままに生音の楽曲を制作し、シンガーソングライターとして急成長する吉川」と、「楽曲の細部にまでわたるこだわりだけでなく、活動コンセプトや作品毎の世界観、ファッション・メイクを踏まえたビジュアル面、ライブでのアレンジや演出、プロモーションなどのビジネス面に至るまでを視野に入れ、音楽活動をプレイヤー視点とプロデューサー視点の双方からトータルで捉える布袋」との間に次第に溝が生まれ、最後は飲み屋での殴り合いにまで発展した。当時、世界の音楽シーンで隆盛していたコンピュータを多分に導入した隙のないサウンド作りを考えていた布袋と、COMPLEXのツアーで一流ミュージシャンによる生演奏の中で唄うことの楽しさを知った吉川との間に音楽性の根本的な違いが生じたことも休止の要因と言われている。
活動休止公表後のインタビューでは吉川・布袋共にCOMPLEXを結成した当初から確執が生じていたことを認めており、布袋は『ROMANTIC 1990 TOUR』ファイナルとなった1990年7月25日の日本武道館公演後の打ち上げで吉川と「なんか一緒にやんなきゃよかったな」「一緒にやんなかったら、ずっと友達で毎晩飲んでたかもしんねえな」という会話を交わしたと述べている。吉川は「組んでみたら最初から全然感覚から何から違っていて、最後のアルバムを出すときには“もう勝手にやって”という感じだった」、「俺たちの場合、バランスが取れなかった。もっと違うやり方があったと思うけど、その時ってクソ意地になるとこがあった。だから二人とも居心地が悪かったと思う」と述懐している。
布袋も「COMPLEXをやった2年間はアーティストとしてはあまり前進してなかったと思う。だからすごい後悔してる部分もあるよね」「商業的な成功以外、何も得るものがなかった」と述べている。また同インタビューの時点ですでにソロ復帰への草案が浮かんでいる旨やその内容を語っており、解散ライブ『ROMANTIC EXTRA』の翌日にはソロ復帰作『GUITARHYTHM II』の制作に向けて早々にロンドンへと渡英している。当時の布袋の日記を掲載した著書『よい夢を、おやすみ。』には、渡英後にロンドンのオフィスで『ROMANTIC EXTRA』のビデオを観たものの「そこに映る自分がどことなく虚しくて最後まで観る気になれなかった」「解散したところで以前のような友情は戻らないだろう」と記している。
『ROMANTIC EXTRA』開催の経緯について吉川は「1回ドームでやりたかった。2ndアルバムのツアーが終わってから、最後のライブはやりたいって布袋君に言ったら、彼はもう「GUITARHYTHM」に入りたかったみたいで、やりたくないって言うわけ。「いいじゃん。君はドームやったけど、僕はやったことないんだよ。ドームはちょっとやりたいんだけどね」って言って。で、彼の会社の人も賛成だったみたいで、東京ドームでやろうっていう話になった」と明かしている。同ライブについて吉川は、布袋との意識が同じではなかったため「バンドでありながら、知らんぷりしてライヴをやるってのは、初めての体験で。でもなかなかおもしろかった。これはこれでおもしろいんだって、思いながらやりましたね」、「不謹慎だけど、ドームをやりたかった、それだけ（笑）。だから、彼も辛かったと思うし、僕も辛かったから。終わった瞬間に終わったねっていう顔があるじゃない？2年ぶりにアイツが笑ったような気がしたな」と懐述している。
後年のインタビューで吉川は布袋を嫌いになった訳ではなく、勉強させてもらった部分もあると感謝の旨を表し、離婚した妻のようなものであると述べている。また布袋はCOMPLEXを結成したことへの後悔を表明しており、最も後悔している点について「あいつといい友達だったのに、COMPLEXをやれることで離れちゃったなぁ…ということなんだよね。もしやらなかったら今でも肩並べてその辺で酒飲んでる友達同志でいたかもしれないしさ」と述べている。吉川は活動休止の理由について「友達同士ってのとビジネスのつきあいが、違うもんだったってことかな」「瞬間的な熱量はすごかったけど、だからこそすぐ燃え尽きてしまった。駆け落ちした瞬間に完結した、みたいな感じ。でも解散とは言ってなくて、休止ということになっていた。“急死”のほうが近いかも知れないですけど」と述べている。一方で布袋も「あいつと俺は一緒に音楽を作るふたりではなかったなあ…と思いますね」と吉川と同様の意見を述べた他、布袋は「事務所が別々だったり、何か俺らが見えないところでもうまくいかなくなっていったしね…」とも述べている。

### 2日限りの活動再開

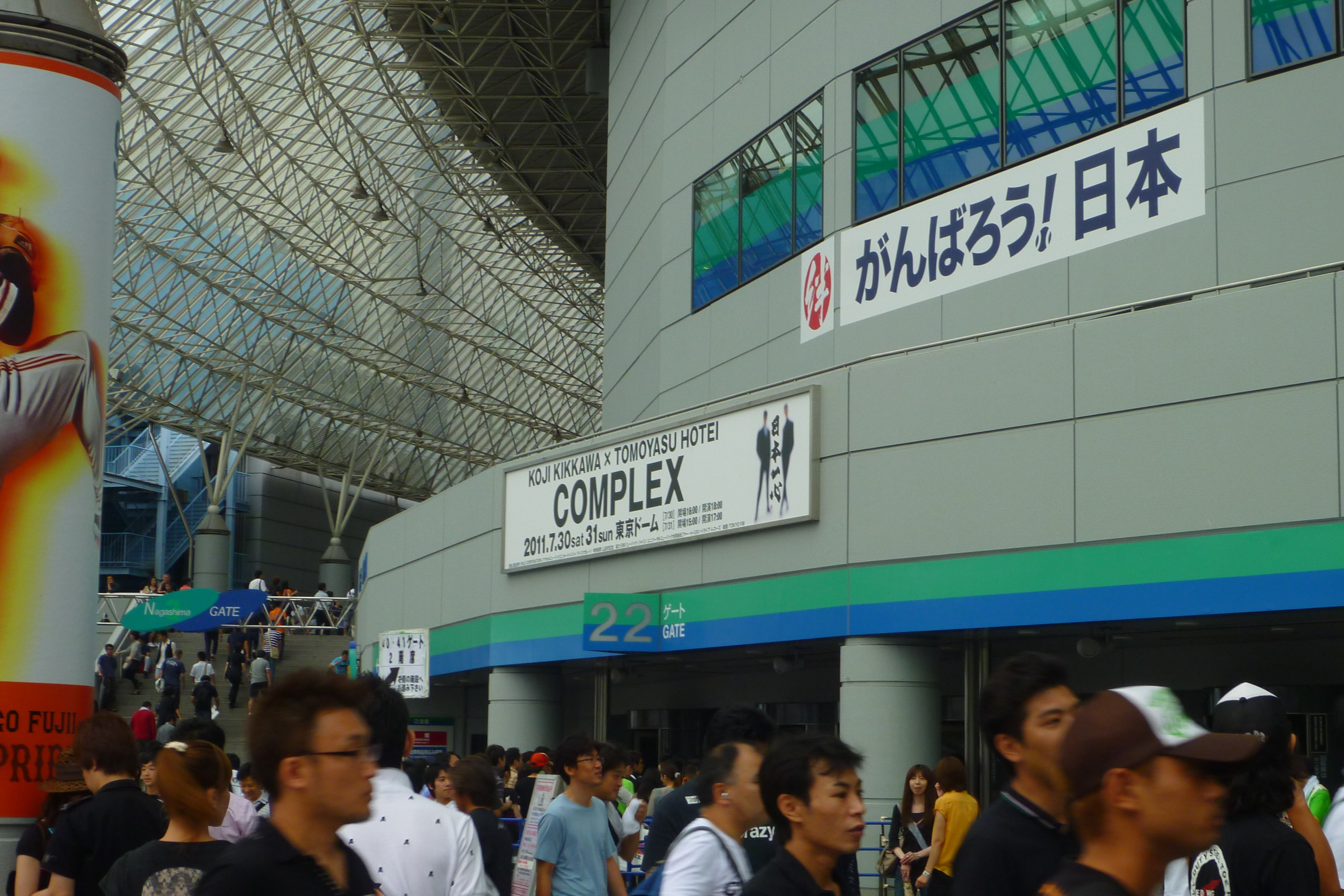
7月31日のライブ、21年ぶり

2011年4月28日、吉川、布袋双方の公式サイトにおいて21年ぶりに1日限りの復活をすることが発表された。震災後、吉川が布袋に「いつかCOMPLEXをやろうと話したこともあり、ならば今しかないだろう」と活動再開を呼び掛けたところ、布袋も一度は「まだ気持ちの整理が付いていない」と返答を保留したが、程なく「願いは一つ。心は一つ。答えは一つ。是非やりたい」と活動再開することを事実上二つ返事に近い形で承諾した。当初は7月30日の1日限りの公演と発表されていたが、後に、翌日31日の追加公演も発表された。
7月30日、31日の2日間、東京ドームにおいて3月に発生した東日本大震災のチャリティーライブ「日本一心」を開催し、のべ10万人を動員。この公演での収益は6億5431万8473円に上り、収益金は震災の復興・復旧に全額寄付された。
12月31日、IRc2コーポレーション、アクセルミュージックエンターテイメント、ディスクガレージより、公演、コンサートグッズ、公演を収録したDVDの売上から総額654,318,473円という金額を集めたことを布袋の公式サイトを通じて発表された。

### 13年振りの日本一心
2024年1月1日に発生した能登半島地震を受け、5月15日、16日に東京ドームで13年振りに「日本一心」を行うと吉川は公式サイトで、布袋は公式サイトと公式インスタグラムで発表した。
5月15、16日　東京ドームで日本一心を開催した。8月にWOWOWでこのライブ。9月に2011年の、10月に1990年に行われたライブを放送する事を発表した。
2024年11月、能登復興支援に10億円の寄付を行った。

## ディスコグラフィ

### シングル
|     | 発売日        | タイトル   | レーベル           | 規格              | 規格品番            | 順位 | 収録アルバム  |
| --- | ------------- | ---------- | ------------------ | ----------------- | ------------------- | ---- | ------------- |
| 1st | 1989年4月8日  | BE MY BABY | 東芝EMI／EASTWORLD | 7インチ 8センチCD | RT07-2324 XT10-5036 | 1位  | COMPLEX       |
| 2nd | 1990年3月14日 | 1990       | 東芝EMI／EASTWORLD | 8センチCD CT      | TODT-2486 TOST-2486 | 1位  | ROMANTIC 1990 |

### オリジナル・アルバム
|     | 発売日        | タイトル      | レーベル           | 規格     | 規格品番                      | 順位 |
| --- | ------------- | ------------- | ------------------ | -------- | ----------------------------- | ---- |
| 1st | 1989年4月26日 | COMPLEX       | 東芝EMI／EASTWORLD | LP CD CT | RT28-5443 CT32-5443 ZT28-5443 | 1位  |
| 2nd | 1990年4月18日 | ROMANTIC 1990 | 東芝EMI／EASTWORLD | CD CT    | TOCT-5660 TOTT-5660           | 1位  |

### ライブ・アルバム
|     | 発売日        | タイトル                     | レーベル                          | 規格  | 規格品番            | 順位 | 備考                                                                      |
| --- | ------------- | ---------------------------- | --------------------------------- | ----- | ------------------- | ---- | ------------------------------------------------------------------------- |
| 1st | 1991年1月23日 | 19901108                     | 東芝EMI／EASTWORLD                | CD CT | TOCT-5980 TOTT-5980 | 2位  |                                                                           |
| 2nd | 2012年7月30日 | COMPLEX 20110731 日本一心    | ディスクガレージ                  | CD    |                     | -    | Blu-ray Disc版『COMPLEX 20110730 日本一心』の付属特典。CD2枚組。          |
| 3nd | 2024年11月6日 | COMPLEX 20240515-16 日本一心 | ユニバーサル ミュージック合同会社 | CD    |                     | -    | Blu-ray Disc版/DVD版『COMPLEX 20240515-16 日本一心』の付属特典。CD2枚組。 |

### ベスト・アルバム
|     | 発売日       | タイトル     | レーベル           | 規格 | 規格品番   | 順位 | 備考 |
| --- | ------------ | ------------ | ------------------ | ---- | ---------- | ---- | ---- |
| 1st | 1998年2月6日 | COMPLEX BEST | 東芝EMI／EASTWORLD | CD   | TOCT-10180 | 4位  |      |

### 映像作品
|     | 発売日         | タイトル                     | レーベル                 | 規格           | 規格品番                                 | 順位       | 備考 |
| --- | -------------- | ---------------------------- | ------------------------ | -------------- | ---------------------------------------- | ---------- | --- |
| 1st | 1989年5月3日   | BE MY BABY                   | 東芝EMI                  | VHS DVD        | FK020-7004H TOBF-5166                    | 1位（VHS） | ミュージック・ビデオ集 DVD盤には『romantic extra』の内容も収録されている 『COMPLEX BEST』リイシュー初回版付属BDに同一内容の映像が収録されている。     |
| 2nd | 1989年11月1日  | COMPLEXTOUR'89               | 東芝EMI                  | VHS LD DVD     | TOVF-1038 TOLF-1038 TOBF-5165 TOBF-91012 | -          | ライブ・ビデオ |
| 3rd | 1990年         | romantic                     | 東芝EMI                  | VHS            | COM-001                                  | -          | ミュージック・ビデオ集 romantic1990ツアーでのライブ会場限定販売。『romantic extra 』には収録されていない「ROMANTICA」を収録。                         |
| 4th | 1990年6月27日  | romantic extra               | 東芝EMI                  | VHS LD         | TOVH-1070 TOLF-1070                      | -          | ミュージック・ビデオ集 DVD盤『BE MY BABY』に同一内容の映像が収録されている。 『COMPLEX BEST』リイシュー初回版付属BDに同一内容の映像が収録されている。 |
| 5th | 1991年2月14日  | 19901108                     | 東芝EMI                  | VHS DVD        | TOVF-1108 TOBF-5167 TOBF-91013           | -          | ライブ・ビデオ |
| 6th | 2011年11月21日 | COMPLEX 20110730 日本一心    | ディスクガレージ         | DVD BD+CD      | COMP-2011 COMPLEX-1                      | -          | ライブ・ビデオ BD盤はライブCD2枚付きの3枚組 |
| 7th | 2024年11月6日  | COMPLEX 20240515-16 日本一心 | ユニバーサルミュージック | BD+2CD DVD+2CD | PDXT-1037 PDBT-1006                      | -          | ライブ・ビデオ UNIVERSAL MUSIC STORE限定の完全予約生産盤 全曲を収録したLIVE CD付属 利益の全ては令和6年能登半島地震の被災地の復旧・復興に寄付される。  |

### ミュージック・ビデオ
| 年     | タイトル      | 監督     | 収録作品                                    |
| ------ | ------------- | -------- | ------------------------------------------- |
| 1989年 | BE MY BABY    | 中村友彦 | ビデオ『BE MY BABY』                        |
| 1989年 | PRETTY DOLL   | 中村友彦 | ビデオ『BE MY BABY』                        |
| 1990年 | 1990          | 中村友彦 | ビデオ『romantic』 ビデオ『romantic extra』 |
| 1990年 | HALF MOON     | 中村友彦 | ビデオ『romantic』 ビデオ『romantic extra』 |
| 1990年 | GOOD SAVAGE   | 中村友彦 | ビデオ『romantic』 ビデオ『romantic extra』 |
| 1990年 | MAJESTIC BABY | 中村友彦 | ビデオ『romantic』 ビデオ『romantic extra』 |
| 1990年 | BLUE          | 中村友彦 | ビデオ『romantic』 ビデオ『romantic extra』 |

### タイアップ
| 年     | 楽曲           | タイアップ                                             |
| ------ | -------------- | ------------------------------------------------------ |
| 1989年 | 恋をとめないで | TBS系ドラマ23『白鳥麗子でございます!』主題歌           |
| 1991年 | BE MY BABY     | トヨタ自動車「セラ」コマーシャルソング                 |
| 2005年 | 恋をとめないで | アサヒ飲料「WONDA」コマーシャルソング                  |
| 2008年 | BE MY BABY     | トヨタ自動車「bB」「エクササイズ篇」コマーシャルソング |
| 2019年 | BE MY BABY     | クラシエ「いち髪」「歌シャン篇」コマーシャルソング     |